# Барамия, Георгий
Гео́ргий Барами́я (груз. გიორგი ბარამია; род. 25 февраля 1966) — грузинский дипломат и Председатель Совета Министров Автономной Республики Абхазия (в изгнании) с 19 июня 2009 по 5 апреля 2013 год.
Родился в Сухуме (Абхазская АССР). Окончил Грузинский государственный университет субтропического хозяйства в 1987 году. Работал агрономом и позднее налоговым инспектором в Абхазии с 1988 по 1993 год.
Участник войны в Абхазии 1992—1993 годов. Также работал в абхазском правительстве в изгнании и в Министерстве иностранных дел Грузии с 1996 по 2009 год, являлся консулом в Фессалониках (Греция) в 2007—2009 годах.
В июне 2009 года он был избран главой находящегося в Тбилиси правительства Автономной Республики Абхазия, сменив на этом посту Малхаза Акишбая. 5 апреля 2013 года Барамия покинул свой пост, его преемником стал Вахтанг Колбая.